# Barzio

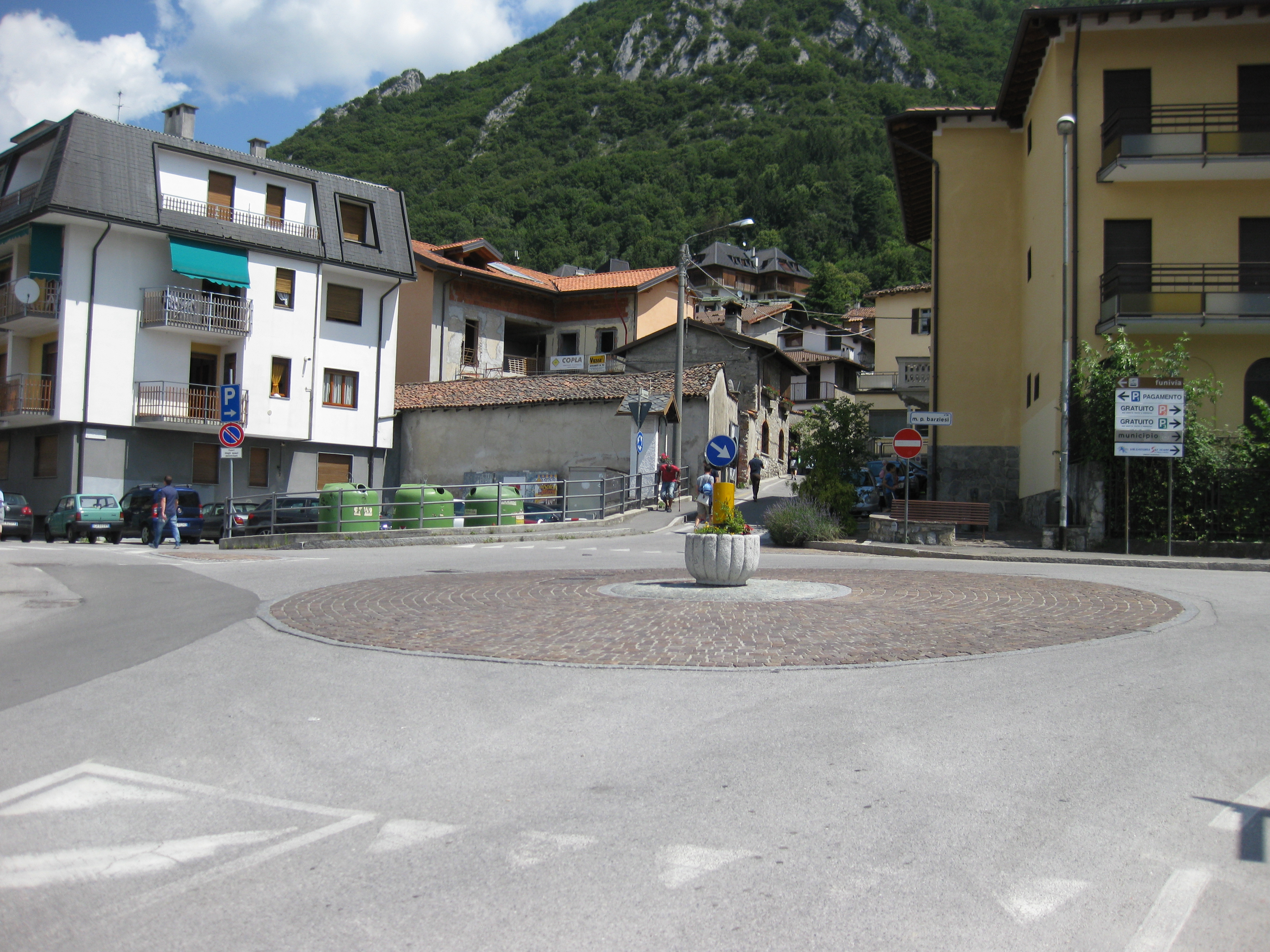
Barzio, Platz

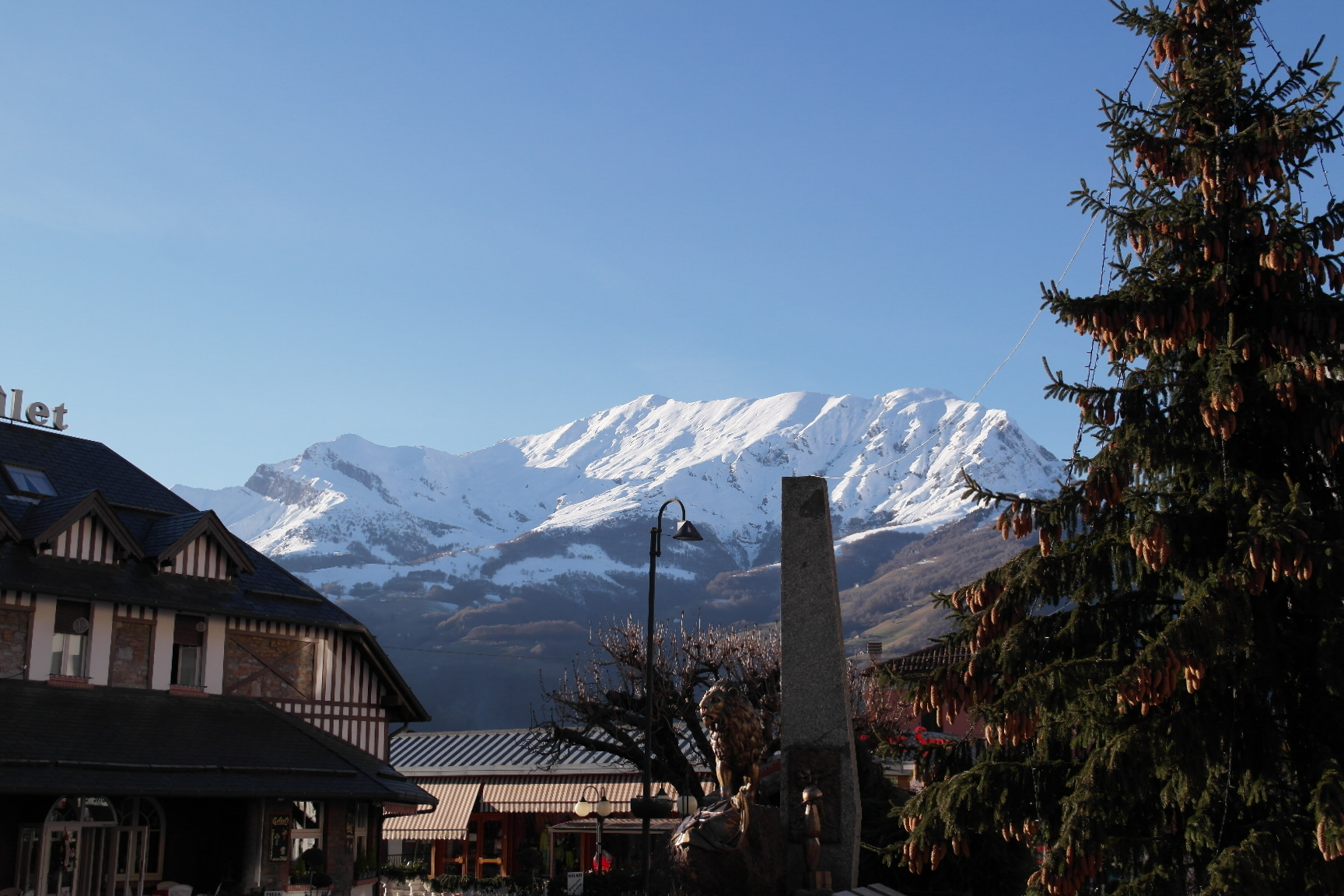
Barzio mit Grigna im Hintergrund

Barzio ist eine Gemeinde mit 1265 Einwohnern (Stand 31. Dezember 2023) in der Provinz Lecco, Region Lombardei.

## Geographie
Barzio liegt in einer Mulde der so genannten Valsassinese-Hochebene, die das Tal auf der Ostseite überragt, gegenüber der Grigna, zwischen dem Hügel von Balisio und der Chiuse di Introbio. Die Gemeinde umfasst die Fraktion Concenedo. Die Gemeinde gilt als die touristische Hauptstadt des Valsassina und bietet zahlreiche Möglichkeiten für Sportler; eine Seilbahn, die seit den 1960er Jahren in Betrieb ist, führt von hier zu den Skiliften von Piani di Bobbio und Valtorta und ist damit das nächstgelegene Skigebiet zu Mailand und Brianza. Im Jahr 1971 hatte die Gemeinde Barzio eine Fläche von 2135 Hektar.
Die Nachbargemeinden sind Cassina Valsassina, Cremeno, Introbio, Moggio (Lombardei), Pasturo, Valtorta (Lombardei) und Vedeseta.

## Geschichte
In der Römerzeit führte die Via Spluga, eine Römerstraße, die Mailand über den Splügenpass mit Lindau verband, durch Barzio. Im Mittelalter galten in Barzio die so genannten Zivil- und Strafrechtlichen Statuten der Gemeinschaft des Valsassinese. Als Lehen der Familie Della Torre wurde Barzio unter dem Herzogtum Mailand zunächst an Facino Cane (1409) und später an Gian Giacomo Medici (genannt Medeghino) belehnt.
Im 16. Jahrhundert hatte es nur etwas mehr als dreihundert Einwohner, die in einfachen Holzhäusern mit Loggien lebten. Gegen Ende des 19. Jahrhunderts, mit dem wirtschaftlichen und sozialen Aufschwung der Bevölkerung, entstanden die ersten Villen und später, mit dem Aufkommen des Massentourismus, zahlreiche Apartmenthäuser.
Der Ort gilt als die touristische Hauptstadt des Valsassina und bietet zahlreiche Möglichkeiten für Sportler; eine seit den 1960er Jahren in Betrieb befindliche Seilbahn führt von hier zu den Skiliften von Piani di Bobbio und Valtorta und ist damit das nächstgelegene Skigebiet zu Mailand und Brianza.

## Gemeindepartnerschaft
- Magland, Frankreich

## Sehenswürdigkeiten
- Pfarrkirche Sant’Alessandro martire
- Museum Medardo Rosso
- Palazzo Manzoni (seit 16. Jahrhundert altes Wohnhaus der Familie Alessandro Manzonis)

## Persönlichkeiten
- Alexander Arrigoni, italienischer Blumenmaler (1764–1819), Blumenmaler
- Medardo Rosso (* 21. Juni 1858 in Turin; † 31. März 1928 in Mailand), italienisch-französischer Bildhauer

## Galerie

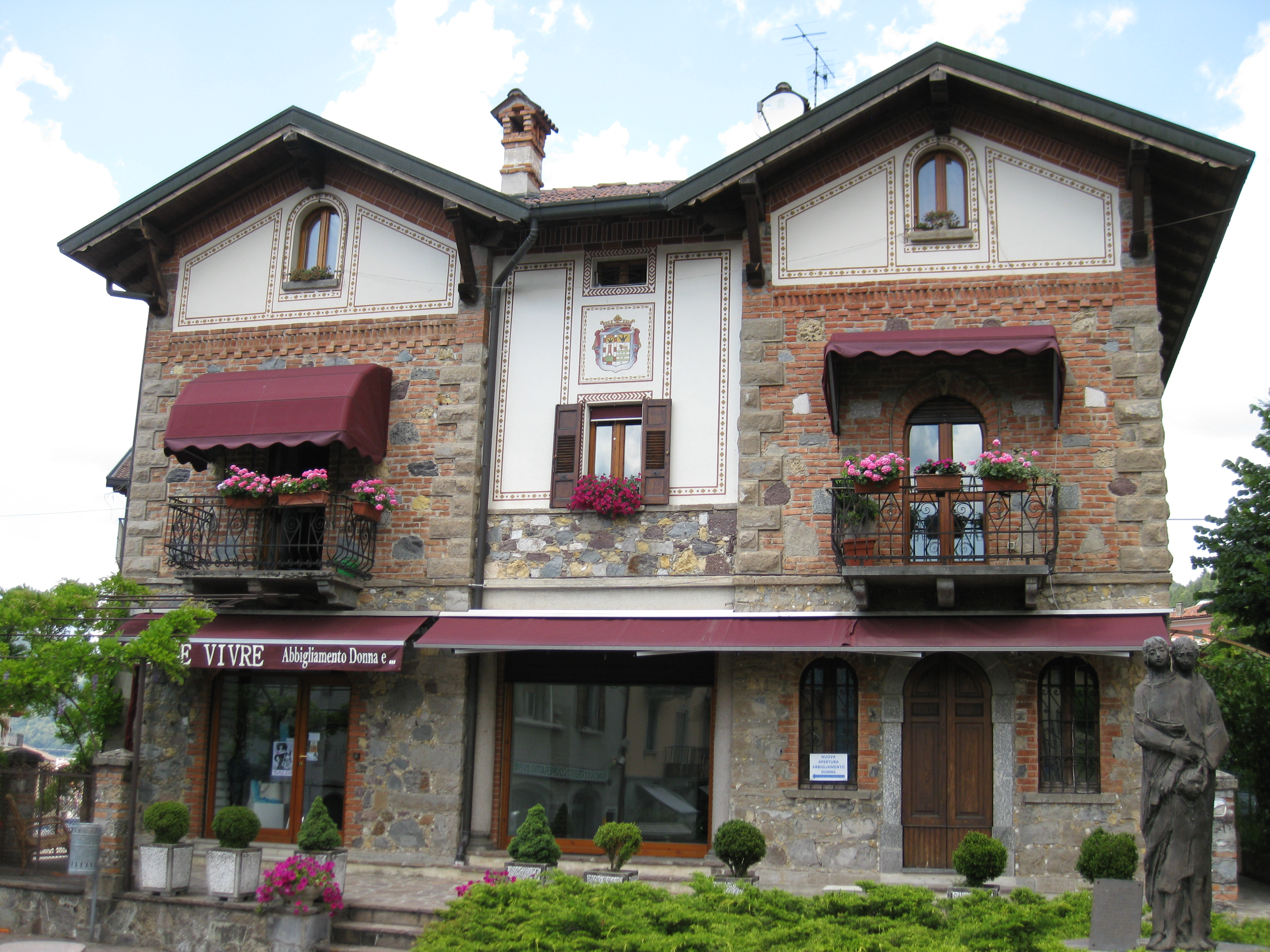
Località Cesura
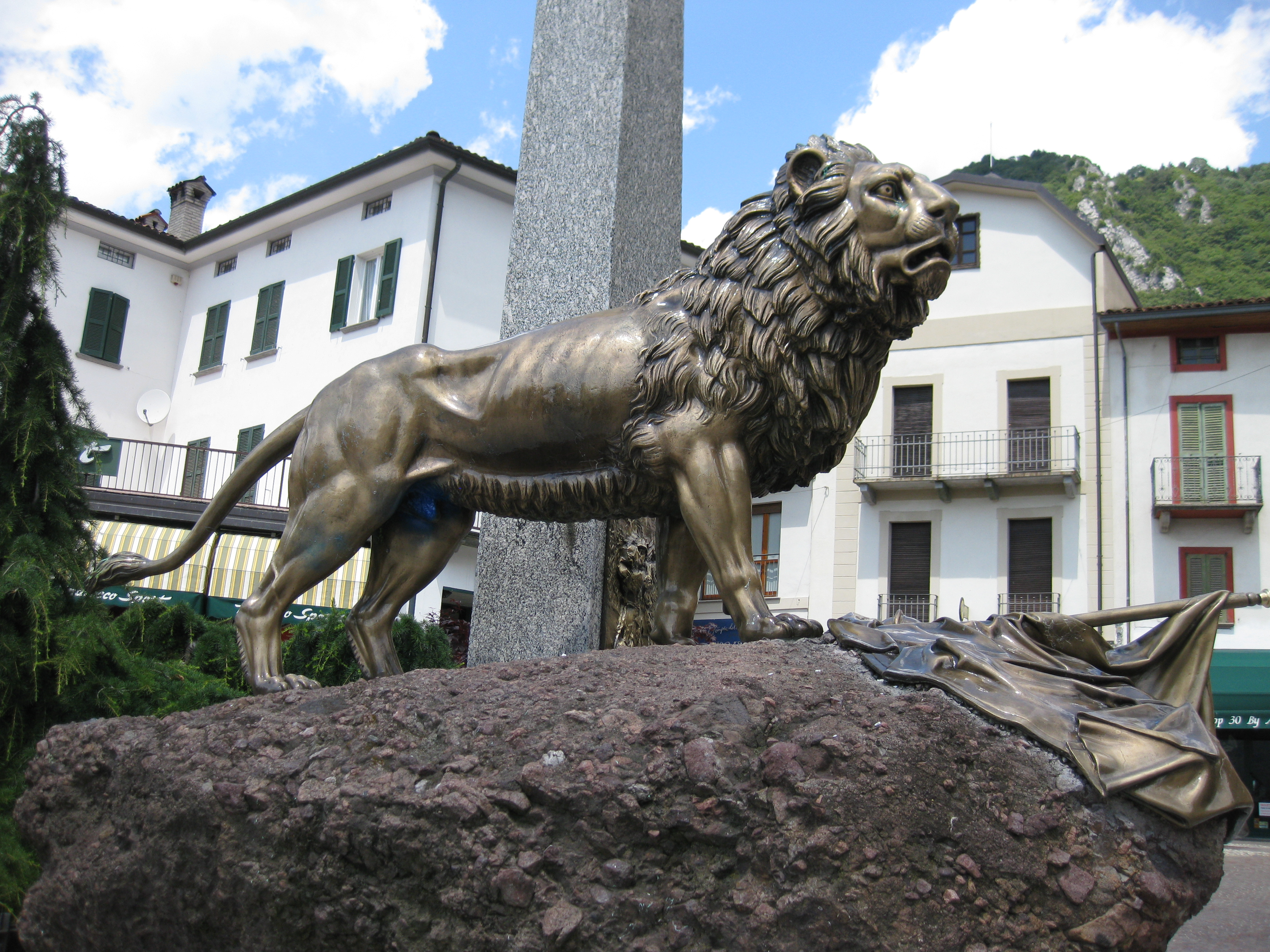
Monument für die Gefallenen
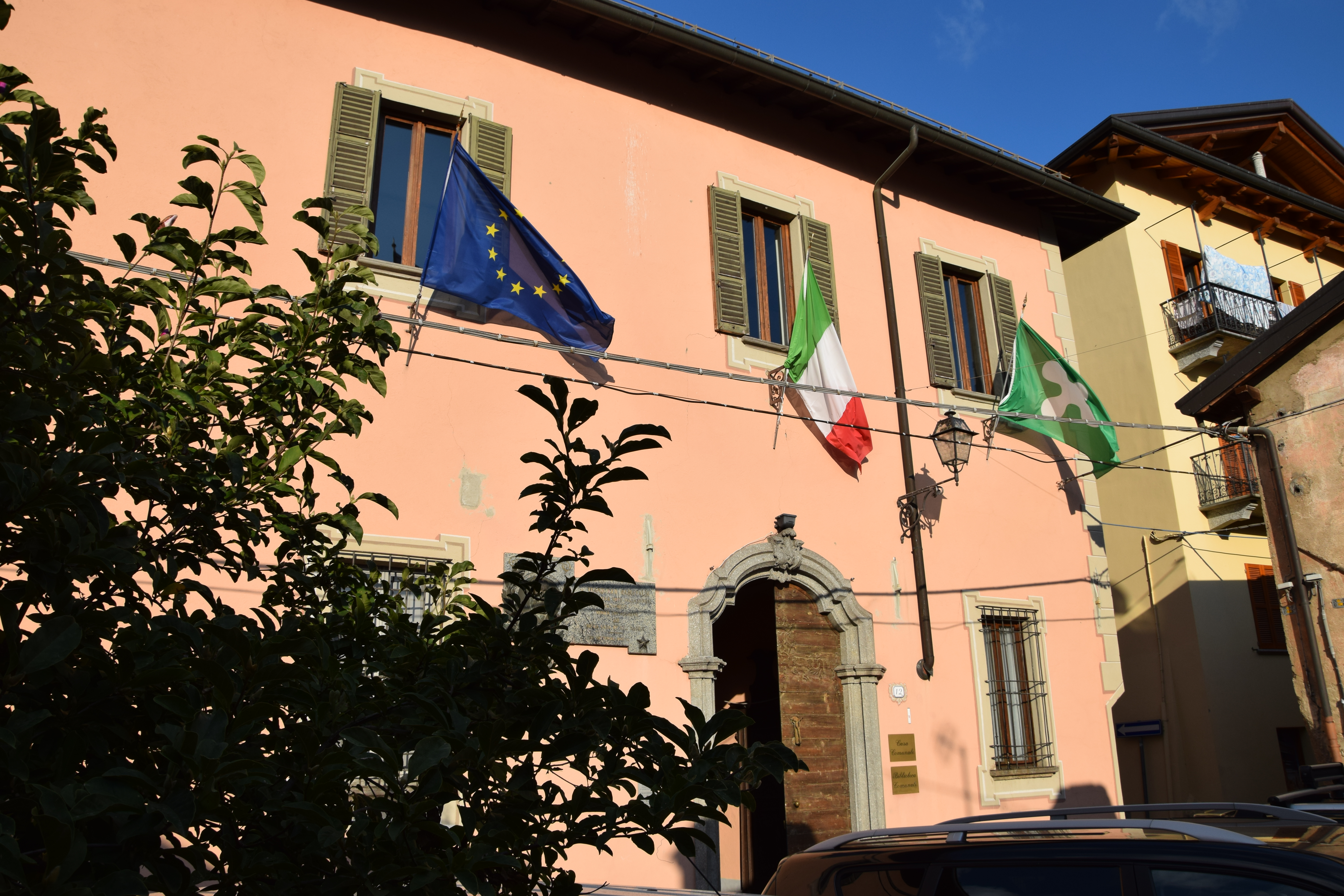
Palazzo Manzoni
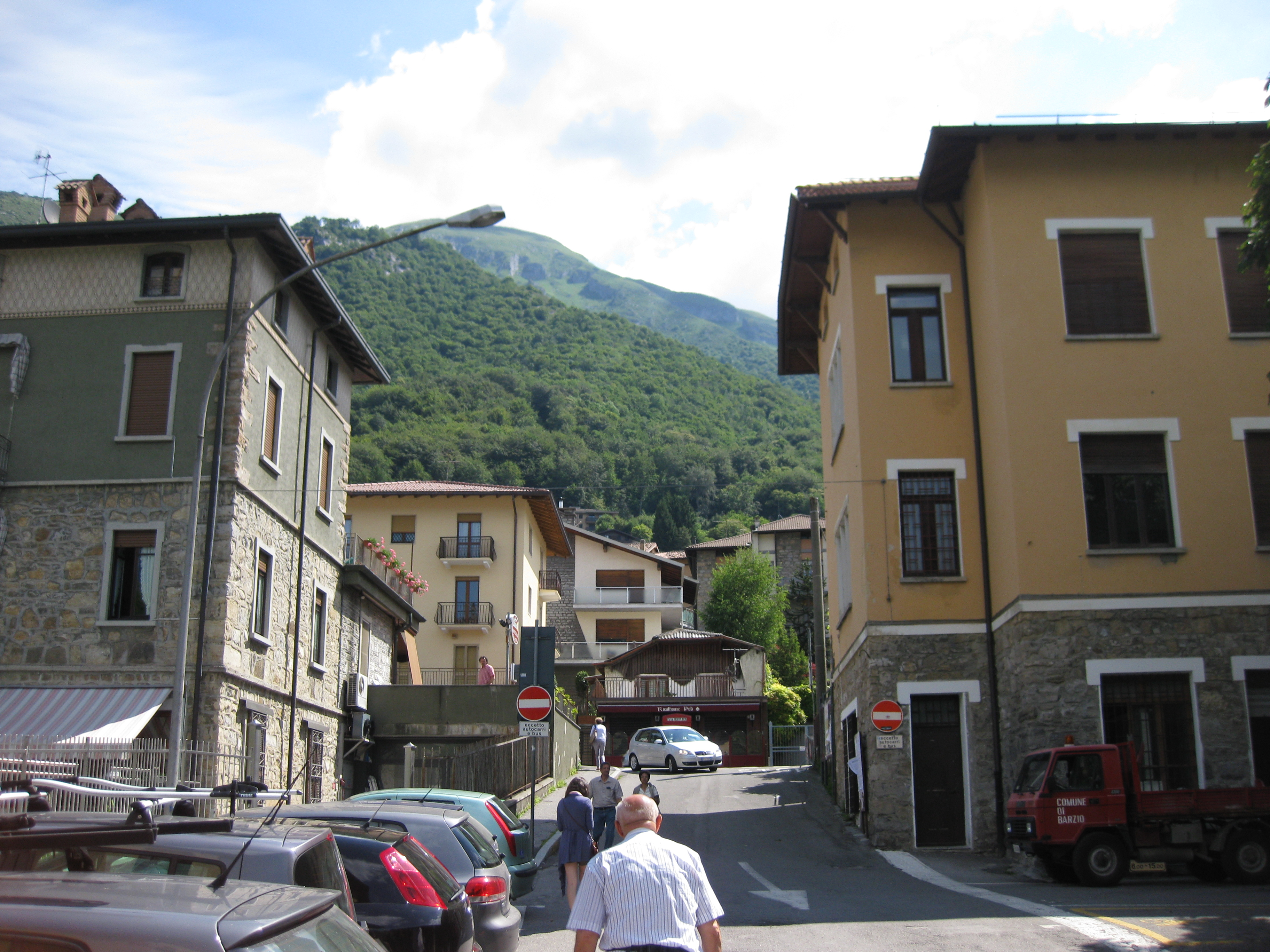
Località Cesura
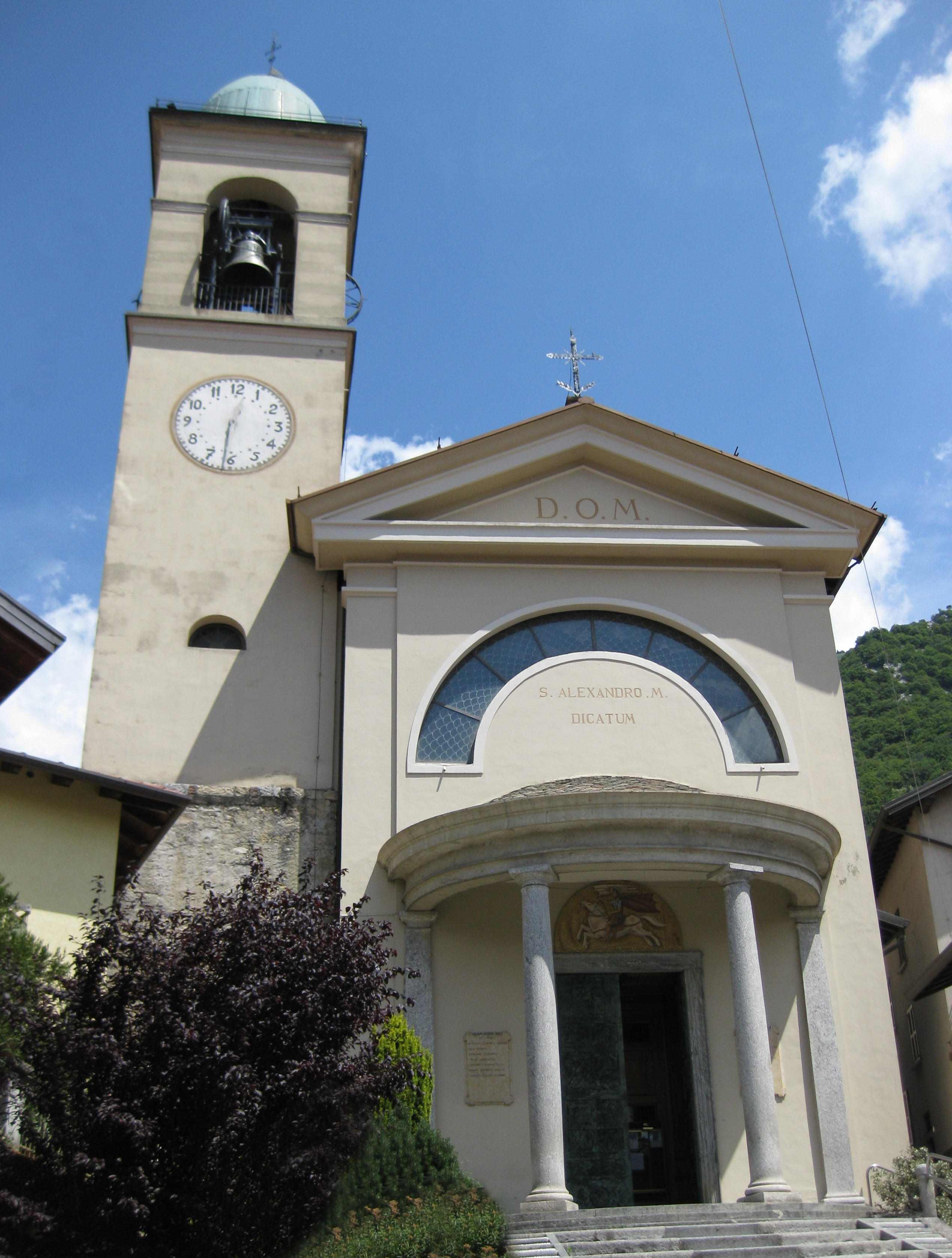
Die Kirche Sant’Alessandro
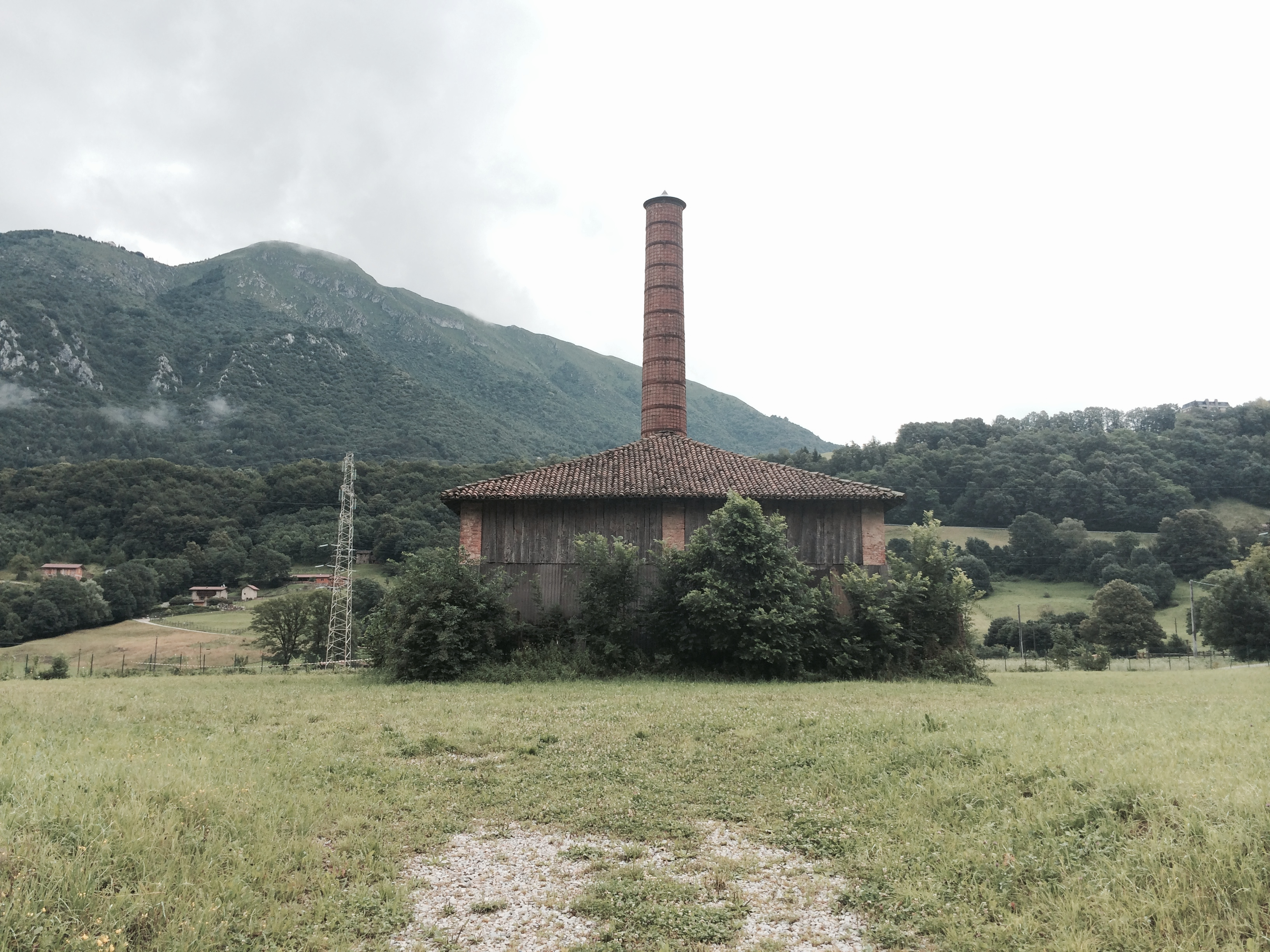
Alter Kalchshochofen und Ziegelei
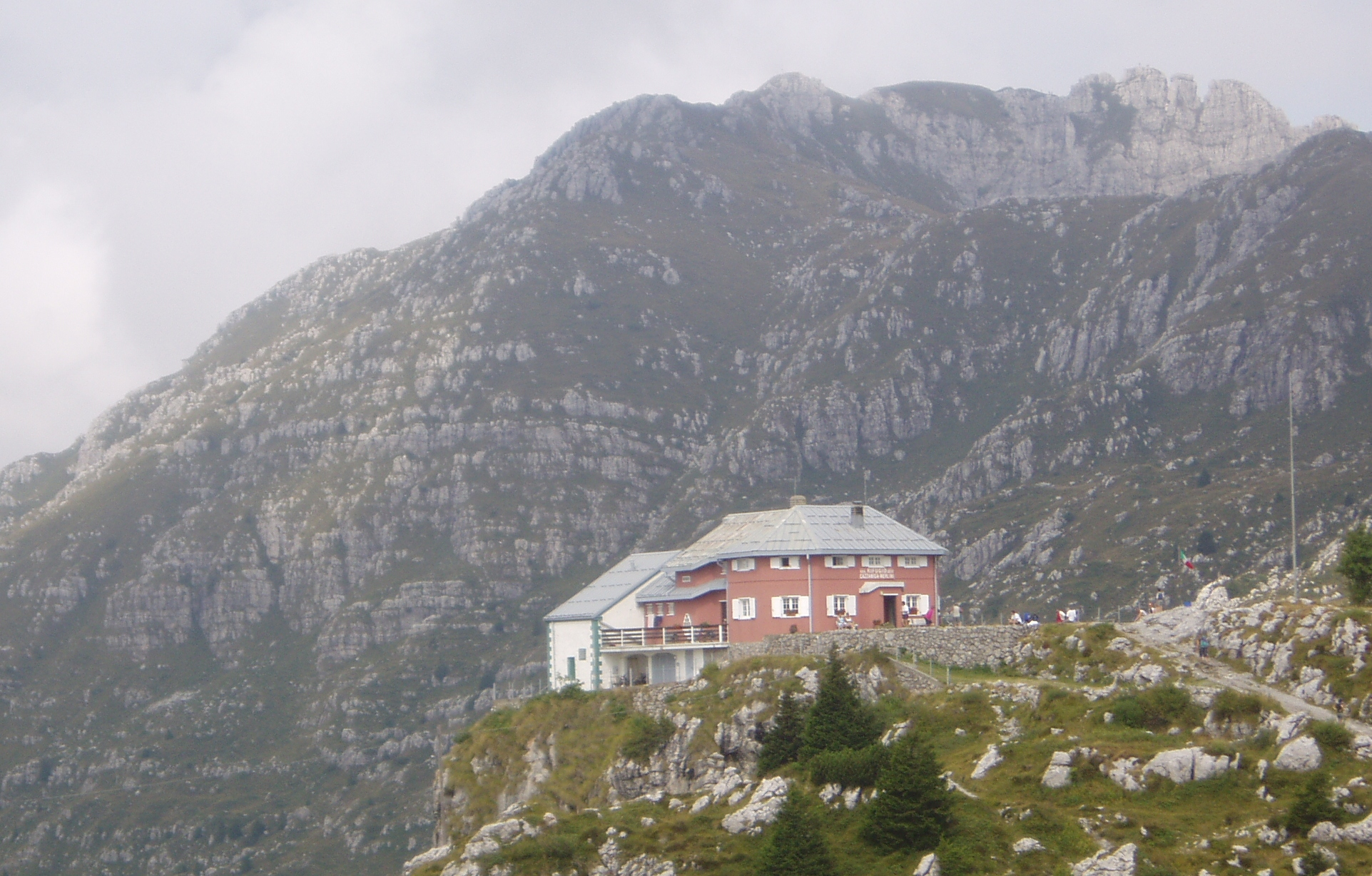
Cazzaniga-Merlini-Alphütte